# Ярцев, Сергей Александрович
Серге́й Алекса́ндрович Я́рцев (2 сентября 1906 — 9 июля 1981) — советский русский оружейник. Лауреат Сталинской премии первой степени.

## Биография
Родился 2 сентября 1906 года в Туле. Окончил профессионально-техническую школу при оружейном заводе и механический техникум по специальности техник-конструктора по холодной обработке металлов.
С 1926 года работал на оружейном заводе сначала токарем в цехе, где делали стволы для ручного пулемета Максима-Токарева, затем — в конструкторском бюро, которым руководил П. П. Третьяков.
В 1930 году принимал участие в проектировании и отработке пулемета ШКАС (Шпитального — Комарицкого авиационный скорострельный).
В канун Великой Отечественной войны вместе с А. А. Волковым спроектировал 23-мм авиационную пушку, в мае 1941 года она была принята на вооружение под индексом ВЯ-23 (Волкова-Ярцева).
В 1946 году С. А. Ярцев, А. А. Волков, А. Т. Чепелев, В. И. Волков разработали проект 30-мм авиационной пушки.
В пятидесятые годы возглавляемая Ярцевым группа конструкторов спроектировала 37-мм авиационную пушку ТКБ-504.
Разработал экспериментальные образцы 7,62 мм пулемета шквального огня ТКБ-041; малогабаритного пулемета под специальный патрон ТКБ-061; 23-мм автоматической пушки ТКБ-0105; 5,6-мм автоматов под специальный патрон ТКБ-590, ТКБ-0106.
В 1960 году переведен в ЦКИБ СОО.
Умер 9 июля 1981 года.

## Награды и премии
- Сталинская премия I степени (10 апреля 1942) — за разработку нового типа авиавооружения
- премия имени С. И. Мосина (1968)
- орден Ленина (1942)
- орден Отечественной войны I степени (1944)
- орден Отечественной войны II степени (1945)